# Novembre 1919

## Événements
- 2 novembre, France : fondation de la Confédération française des travailleurs chrétiens (CFTC).

- 6 novembre, France : Albert Lebrun, ministre des régions libérées, critiqué par Georges Clemenceau, démissionne.

- 11 novembre, France : grève générale des ouvriers imprimeurs qui durera jusqu'au 2 décembre. Le gouvernement fait paraître immédiatement un journal : La Presse de Paris.

- 16 novembre, France : succès électoral du Bloc national aux législatives. Débuts de la « chambre bleu horizon » (433 élus de droite pour 180 à gauche, dont 68 socialistes). La division de la gauche entre socialistes et radicaux a facilité la victoire de la droite. Fin de l'Union sacrée.

- 18 novembre : devant la commission d’enquête du Reichstag, Hindenburg, qui a démissionné le 25 juin, rejette la responsabilité de la défaite sur les dissensions entre partis et sur la propagande révolutionnaire (thèse du « coup de poignard dans le dos »).

- 19 novembre : le Sénat américain repousse le traité de Versailles.

- 22 novembre : le gouvernement Chinois annonce par décret la suppression de l’autonomie de la Mongolie.

- 23 novembre : Targa Florio.

- 25 novembre : gouvernement de Károly Huszár en Hongrie (fin en 1920).

- 27 novembre : les Alliés signent le traité de Neuilly avec la Bulgarie, qui perd la Dobroudja méridionale et cède la Thrace occidentale à la Grèce. Les frontières sont délimités avec la Yougoslavie.

## Naissances
- 4 novembre : Simonne Monet-Chartrand, féministe et syndicaliste († 18 janvier 1993).
- 19 novembre : 
  - Gillo Pontecorvo, réalisateur italien († 12 octobre 2006).
  - Lolita Lebrón, personnalité politique portoricaine († 1er août 2009).
- 20 novembre : Maurice Delorme, évêque catholique français, évêque auxiliaire émérite de Lyon († 27 décembre 2012).
- 26 novembre :
  - Frederik Pohl, écrivain et éditeur de science-fiction américain († 2 septembre 2013).
  - Henri Vidal, acteur français († 10 décembre 1959).

## Décès
- 11 novembre : George Haddow, homme politique (º 10 décembre 1833).
- 15 novembre : Alfred Werner, chimiste (º 12 décembre 1866).
- 20 novembre : Louis Muraton, peintre français (° 6 novembre 1855).